# Igazság és Igazságosság Szövetség
Az Igazság és Igazságosság Szövetség (román Alianța Dreptate și Adevăr, rövidítve D.A. – da jelentése románul "igen") két pártból álló politikai szövetség volt Romániában, amely más szövetségesekkel kiegészülve megnyerte a 2004-ben tartott választásokat és 2007 áprilisáig – felbomlásáig – kormányozta Romániát. A kormányfő 2008 októberéig az egykori DA társelnöke, Călin Popescu-Tăriceanu volt.
A Szövetség tagpártjai a jobbközép liberális Nemzeti Liberális Párt (PNL) és a centrista, konzervatív Demokrata Párt(PD) voltak. A Romániai Magyar Demokrata Szövetség (RMDSZ) nem tartozott a Szövetséghez, de együtt kormányzott tagpártjaival, a Demokrata Párt kiválása után pedig a Nemzeti Liberális Párttal a kisebbségi parlamenti pozícióban. Két évig a kormánykoalíció (de nem a Szövetség) tagja volt a Román Humanista Párt (PUR, a későbbi Konzervatív Párt) is.

## Korrupcióellenes platform
A Szövetséget alkotó két párt együttműködése 2002-ben kezdődött, a PNL korábbi elnöke, Valeriu Stoica kezdeményezésére. A formális szövetséget 2003. szeptember 29-én hagyták jóvá a két párt végrehajtó testületei, hónapokig tartó tárgyalások után. A Szövetség a kormányzó Szociáldemokrata Párt (PSD) leváltására irányuló közös erőfeszítéseket volt hivatva koordinálni. Neve arra utalt, hogy a szövetségesek véget akarnak vetni a PSD-t a vádak szerint átható korrupciónak. A PNL elnöke, Theodor Stolojan így fogalmazott: "Olyan szövetséget akarunk, amely megszabadít bennünket a korrupciótól és a hazugságoktól."

## Az alapelvek

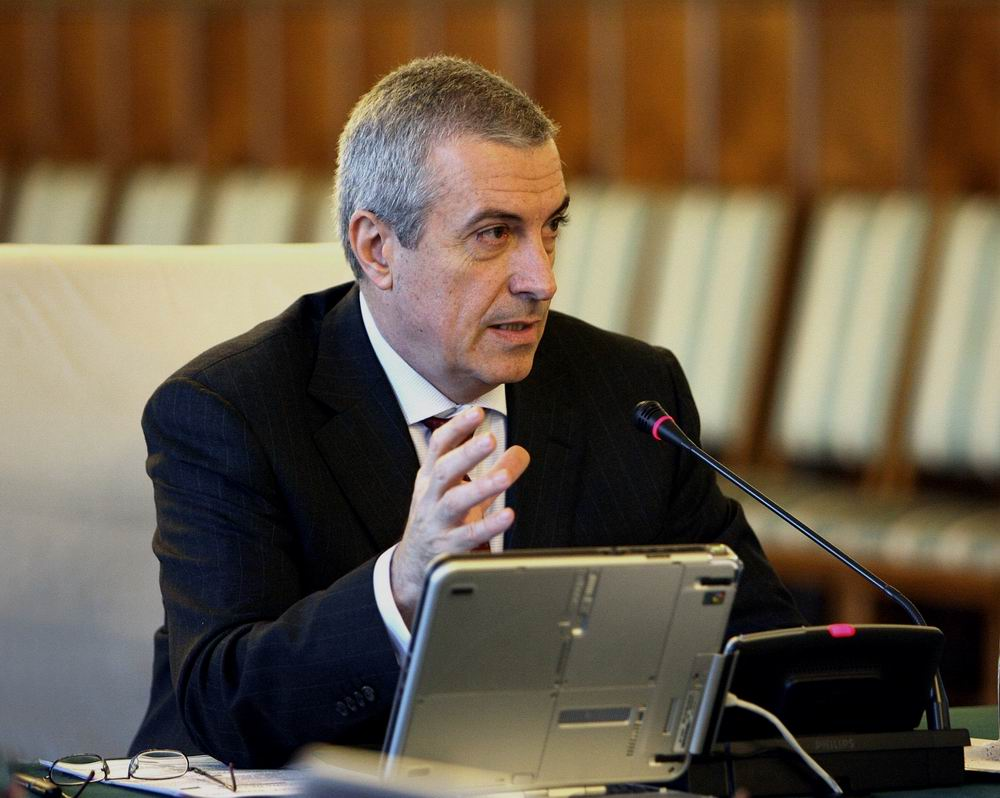
Tăriceanu kormányülésen

A Szövetség 2004. október 25-én a Szövetség társelnökét és a PNL vezetőjét, Călin Popescu-Tăriceanut választotta miniszterelnökjelöltjének a 2004-es választásokra.  Tăriceanu a következő prioritásokat fogalmata meg a Szövetség számára:
- a befektetések és a privát kezdeményezés ösztönzése;
- új állások teremtése és a nettó jövedelmek emelése a szegénység visszaszorítása érdekében;
- „felelős szociálpolitika” érvényesítése az oktatásban, az egészségügyben, a nyugdíjakban és a szociális gondoskodásban;
- küzdelem a korrupció ellen;
- politikamentes igazságszolgáltatás.

## Választási győzelmek

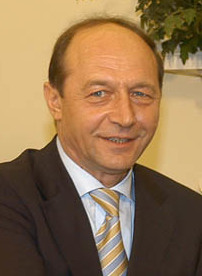
Traian Băsescu 2005. március 9-én

A 2004-es elnökválasztáson és általános választáson november 28-án a DA jobban szerepelt a vártnál: csak néhány százalékkal maradt el a PSD-től, amely ugyan a legnagyobb párt let, de nem tudott kormányt lakítani. A DA szövetséget hozott létre az RMDSZ-szel és a Román Humanista Párttal (PUR). Ez a szélesebb szövetség a parlamenti helyek 54,5%-át birtokolta és így kormányt alakíthatott. A DA az RMDSZ-szel 2004. december 20-án, a PUR-ral december 23-án írta alá a szövetségkötés protokollját.
Az elnökválasztást a Szövetség jelöltje, Traian Băsescu nyerte, és Románia államelnöke lett.

## Felbomlása
A kormánykoalíciót először a PUR hagyta el, 2006. december 3-án. Ezzel kisebbségi kormányzás kezdődött, a DA azonban egyben maradt, bár a kormányfő Tăriceanu és az államfő Băsescu közt többször volt súrlódás.
2005. július 7-én, miután a román alkotmánybíróság megsemmisítette az igazságszolgáltatás átalakítását célzó törvénycsomagot, Tăriceanu bejelentette, hogy kormánya lemond, és jöhetnek a Băsescu által már régóta követelt előrehozott választások. Kevesebb, mint két héttel később azonban, az országot sújtó, emberéleteket is követelő árvizekre hivatkozva Tăriceanu visszavonta ezt a bejelentését.
A konfliktusok végül oda vezettek, hogy Tăriceanu 2007 áprilisában elbocsátotta a Demokrata Párt minisztereit. Ezzel véget ért a Szövetség, a PNL és az RMDSZ kisebbségi kormánya azonban folytatta munkáját.

## Külső hivatkozások
- A Szövetség honlapja